# Establo Sadogatake

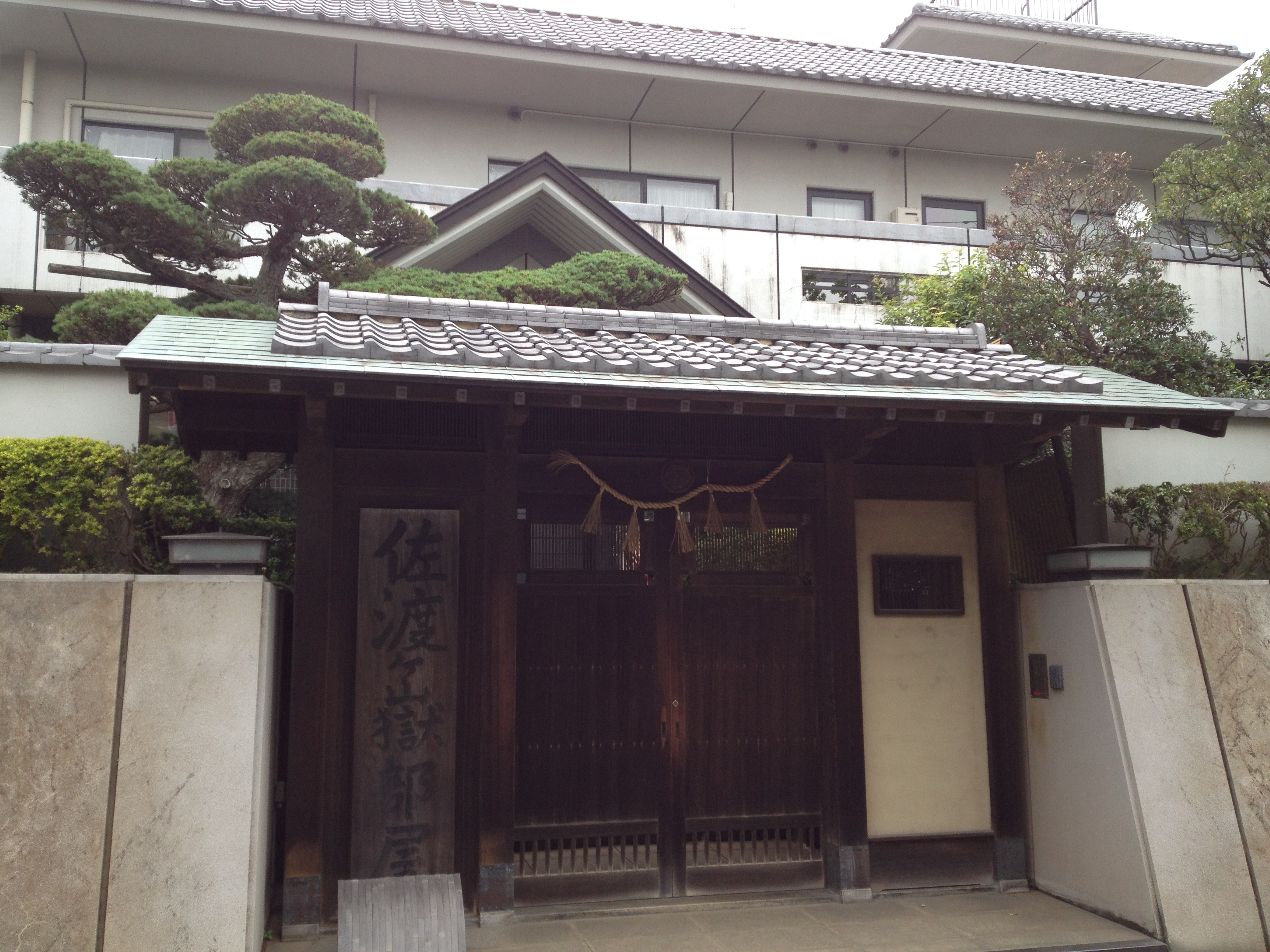
Entrada principal y fachada del Establo Sadogatake

El Establo Sadogatake (佐渡ヶ嶽部屋, Sadogatake-beya) es un establo de entrenamiento de sumo profesional. El recinto forma parte del ichimon Nishonoseki. La actual generación del establo Sadogatake fue fundada en septiembre de 1955 por el ex komusubi Kotonishiki Noboru. Tras el fallecimiento de Kotonishiki, el ex yokozuna Kotozakura asumió el control del establo en 1974. En los siguientes treinta años el establo produjo una camada de luchadores de alto rango. Kotozakura se retiró en noviembre de 2005, entrengandole el control del establo a su yerno, el ex sekiwake Kotonowaka. Sus instalaciones están ubicadas en la ciudad de Matsudo, prefectura de Chiba.  
Considerado como un establo exitoso, Sadogatake es actualmente el establo con la mayor presencia continua (59 años) dentro de la división makuuchi con al menos uno de sus luchadores. Entre septiembre de 2007 y julio de 2010, se convirtió en el primer establo desde el establo Musashigawa en 2001, en tener a dos de sus luchadores clasificados simultáneamente en el ōzeki, con Kotomitsuki y Kotoōshū. Esto volvió a ocurrir entre noviembre de 2011 y noviembre de 2013 con Kotoōshū y Kotoshōgiku. Para enero de 2023, el establo tenía un total de 26 luchadores, tres de ellos con estatus de sekitori. En marzo de 2020, el hijo del maestro Sadogatake, el cual adoptó el shikona de su abuelo Kotozakura, alcanzó la división más alta del sumo, el makuuchi. En el banzuke de mayo de 2020, todos los sekitori del establo estuvieron clasificados en la división makuuchi, aunque ninguno de ellos por encima del maegashira #13. La mayor cantidad de luchadores que el establo ha logrado clasificar dentro del makuuchi ha sido siete, en noviembre de 1992 y enero de 1993.
En abril de 2024, el establo reclutó a Kōsei Motomura, un exparticipante de la Copa Hakuhō y el primer luchador en medir menos de 1,60 metros (5 pies y 3 pulgadas) desde el fin de la Segunda Guerra Mundial y desde la abolición de los requerimientos mínimos de estatura y peso. En octubre del mismo año, el maestro Hidenoyama (ex ōzeki Kotoshōgiku) se independizó del establo para fundar su propio establo.

## Controversia
En enero de 2021, el luchador de bajo rango Kotokantetsu se retiró y criticó públicamente al maestro Sadogatake por no haberlo apoyado durante su carrera en el sumo y por haberle negado retirarse del torneo de ese mes a pesar del temor de contraer COVID-19 tras haberse sometido a una cirugía cardíaca. Kotokantetsu, cuyo nombre real es Daisuke Yanagihara, subsecuentemente demandó a la Asociación Japonesa de Sumo y al maestro Sadogatake en marzo de 2023 por ¥4,1 millones de yenes en daños monetarios, argumentando que fue forzado a retirarse del sumo profesional violándosele sus derechos humanos. Este también alegó que los luchadores de bajo rango en el establo eran maltratados. En una declaración al Club de Corresponsales Extranjeros de Japón en julio de 2023, Yanagihara expresó que este quería revelar el estado actual del sumo el cual "ha sido envuelto en misterio en nombre la cultura tradicional", añadiendo su preocupación en cuanto a que los medios de comunicación japoneses no reportan verazmente los problemas, y que había posibilidades de que estos encubrieran los hechos. Yanagihara alegó que en 2011 fue abofeteado repetidamente por un luchador de alto rango con un calzado tradicional que contenía metal. También le dijo a los reporteros que los luchadores de bajo rango a menudo eran sometidos a ingerir carne en mal estado durante los entrenamientos. Yanagihara enseñó una fotografía que tomó en julio de 2017 y la cual envió a su madre por la aplicación de mensajería LINE en donde se observaba un paquete de costilla asada servida en el establo cuya fecha había expirado hace 5 años y medio. La agencia de noticias Agence France-Presse le preguntó a la Asociación Japonesa de Sumo acerca de la demanda en julio de 2023, sin embargo, estos declinaron emitir comentarios.

## Nombres de ring
Prácticamente todos los luchadores de este establo adoptan nombres de ring o shikona con el prefijo "Koto" (琴), extraído del nombre del antiguo maestro y fundador del establo, el ex komusubi Kotonishiki, y de los maestros que lo sucedieron.

## Dueños
- 2005–presente: El décimo tercer (13°) Sadogatake (riji, ex sekiwake Kotonowaka)
- 1974–2005: El décimo segundo (12°) Sadogatake (el quincuagésimo tercer (53°) yokozuna Kotozakura)
- 1955–1974: El décimo primer (11°) Sadogatake (ex komusubi Kotonishiki)

## Luchadores activos destacados
- Kotozakura (mejor rango: ōzeki)
- Kotoshōhō (mejor rango: maegashira)
- Kotoeihō[ja] (mejor rango: maegashira)

## Entrenadores
- Kumegawa Yoshikiro (iin, ex komusubi Kotoinazuma)
- Shiratama Katsuyuki (iin, ex maegashira Kototsubaki)
- Hamakaze Hideaki (iin, ex maegashira Gojōrō)

## Asistentes
- Kotochitose (wakaimonogashira, ex maegashira, de nombre real: Minoru Yamamoto)

## Exluchadores destacados
- Kotozakura (el quincuagésimo tercer (53°) yokozuna)
- Kotogahama (ex ōzeki)
- Kotokaze (ex ōzeki)
- Kotomitsuki (ex ōzeki)
- Kotoōshū (ex ōzeki)
- Kotoshōgiku (ex ōzeki)
- Kotogaume (ex sekiwake)
- Hasegawa (ex sekiwake)
- Kotonishiki (ex sekiwake)
- Kotonowaka (ex sekiwake)
- Kotofuji (ex sekiwake)
- Kotoyūki (ex sekiwake)
- Kotoinazuma (ex komusubi)
- Kotobeppu (ex maegashira)
- Kotokasuga (ex maegashira)
- Kotoryū (ex maegashira)
- Kototsubaki (ex maegashira)
- Kotoekō (ex maegashira)
- Kotoyūshō[ja] (ex jūryō)
- Kototenzan (más tarde conocido como Earthquake en lucha libre)

## Gyōji
- Shikimori Kinosuke (makushita gyōji, de nombre real: Kazuki Ikegami)
- Shikimori Shihō (makushita gyōji, de nombre real: Hitoshi Fukuda)

## Yobidashi
- Kotozō (makuuchi yobidashi, de nombre real: Tsuyoshi Tsuma)
- Kotoyoshi (makuuchi yobidashi, de nombre real: Masaki Takahashi)

## Tokoyama
- Tokoazuma (tokoyama de cuarta clase)
- Tokohibiki (tokoyama de quinta clase)

## Ubicación y acceso
Kushizaki Minamicho 39, ciudad de Matsudo, prefectura de Chiba. A 7 minutos caminando desde la Estación Matsuhidai (Línea Hokusō)